# Захаров, Юрий Петрович
Юрий Петрович Захаров (1933—2008) — советский спортсмен-универсал (хоккей с мячом, хоккей на траве). Мастер спорта СССР (1955).

## Биография
Начал играть в хоккей с мячом в 1946 году в Москве в детской команде «Крыльев Советов». После расформирования клуба в 1948 году, в 1949—1952 годах играл в хоккей с шайбой за юношеские команды клуба «Крылья Советов»-I (при заводе №25).
В 1953—1961 годах играл в составе ЦСКА. В 1962—1964 годах защищал цвета ленинградского «Динамо». В 1964—1967 годах — игрок команды «Фили». Трёхкратный (1954, 1955, 1957) чемпион СССР, трёхкратный (1956, 1958, 1960) серебряный и двукратный (1959, 1961) бронзовый призёр чемпионатов СССР. Победитель Спартакиады народов РСФСР (1958). Чемпион Москвы (1954).
Один из ведущих игроков ЦСКА на протяжении многих лет.
Победитель Московского международного турнира 1956 года в составе второй сборной СССР.
В 1959 году трижды выходил на лёд в составе сборной СССР.
В 1955—1956 годах в составе ЦДСА играл в хоккей на траве. Дважды (1955, 1956) становился победителем Всесоюзных соревнований. В 1956 году привлекался в сборную СССР.
Умер в 2008 году. Похоронен на Химкинском кладбище.